# Kazimira
Kazimira (Abk. Kazė) ist ein litauischer weiblicher Vorname, abgeleitet von Kazimieras. 

## Namensträger
- Kazimira Prunskienė (* 1943),  Politikerin